# Jay Hunter Morris
Jay Hunter Morris (Paris, 3 luglio 1963) è un tenore statunitense, molto noto a livello internazionale per il ruolo di Sigfrido nella serie 2011-12 del Metropolitan Opera del Ciclo dell'Anello di Wagner, le cui esibizioni sono state trasmesse in cinecast e per radio in diretta in tutto il mondo, in onda sulla televisione statunitense e pubblicate su DVD.

## Biografia
Jay Hunter Morris è nato e cresciuto a Paris (USA). Entrambi i suoi genitori erano musicisti professionisti: suo padre, Jack Hunter Morris, morto quando Jay aveva 13 anni, era un ministro della musica battista del sud e sua madre, Carolyn, era un'organista di chiesa. Morris ha cantato nel coro della chiesa e al liceo ha anche cantato in gruppi rock 'n' roll garage. Si è diplomato al Liceo di Parigi nel 1981.
Morris ha studiato musica al Paris Junior College ed ha conseguito un Bachelor of Music Education presso la Baylor University nel 1986. Dopo il college si è trasferito a Nashville e si è esibito in musica gospel e country ed è stato interessato nel ministero, ma ha avuto scarso entusiasmo per queste attività .
Un amico lo portò a vedere La traviata a Dallas e Morris rimase affascinato dall'opera; conobbe anche Alfredo Kraus, che gli consigliò un insegnante di canto. Morris ha conseguito un Master of Music in performance vocale presso la Southern Methodist University e ha anche studiato interpretazione vocale per due anni alla Juilliard School of Music.

## Carriera

### Carriera operistica iniziale
Nel novembre 1995 Morris ha interpretato il ruolo di Anthony Candolino nella produzione originale del Master Class di Terrence McNally, vincitore del Tony Award. Nel giugno 1996 ha cantato Pinkerton con Cheryl Barker in Madama Butterfly per Opera Australia. Morris ha fatto il suo debutto alla Seattle Opera nel 1999 in Vanessa di Samuel Barber e il suo debutto al Metropolitan Opera nel 2007 come Steva in Jenufa, quest'ultimo trasmesso in tutto il mondo.
Oltre ai suoi tradizionali ruoli di tenore ed alle sue esibizioni, Morris ha cantato ruoli da protagonista nelle anteprime mondiali di diverse opere nuove. Ha debuttato all'Opera di San Francisco nel ruolo di Mitch, alternandosi con il creatore del ruolo Anthony Dean Griffey, nella prima stagione di Un tram che si chiama Desiderio (1998) di André Previn. Morris ha interpretato i ruoli di padre Grenville in Dead Man Walking (2000) di Jake Heggie alla San Francisco Opera, Unferth in Grendel di Elliot Goldenthal e Julie Taymor (2006) alla Los Angeles Opera, il capitano James Nolan in Doctor Atomic (2005) di John Adams. all'Opera di San Francisco e Marky in The Fly (2008) al Théâtre du Châtelet di Parigi. Nell'agosto 2011 Morris ha cantato il ruolo del Capitano Achab in Moby-Dick di Jake Heggie nella sua prima australiana alla State Opera South Australia. Ha ripreso questo ruolo nel febbraio 2012 alla San Diego Opera e l'ha cantato alla San Francisco Opera da ottobre a novembre 2012.

### Sigfrido
Il ruolo di Sigfrido ne L'anello del Nibelungo di Wagner, un ruolo lungo e difficile che pochi tenori possono cantare, ha portato Morris all'attenzione internazionale a partire dall'autunno del 2011. Il suo inserimento nel ruolo arrivò da un invito del 2008 di Speight Jenkins come sostituto nella parte di Sigfrido nel Il crepuscolo degli dei alla Seattle Opera per la loro stagione 2009. Ha poi anche sostituito il ruolo alla Los Angeles Opera nel 2010. Morris debuttò come protagonista in Sigfrido alla San Francisco Opera nel giugno 2011.
A partire dal 27 ottobre 2011 Morris ha cantato il ruolo del protagonista nella nuova produzione di Sigfrido del Metropolitan Opera e lo spettacolo del 5 novembre della serie fu trasmesso dal vivo nei cinema di tutto il mondo tramite il Metropolitan Opera Live in Cinecast HD. Ben Heppner era stato originariamente programmato per interpretare il ruolo, ma si era ritirato a febbraio. Gary Lehman avrebbe dovuto esibirsi al suo posto, ma si ritirò solo otto giorni prima della serata di apertura, adducendo una malattia e Morris, fu chiamato come sostituto di emergenza. Morris ha anche cantato Sigfrido nel nuovo Crepuscolo degli dei del Met a partire dal 27 gennaio 2012 ed anche quella produzione fu trasmessa in cinecast e via radio dal vivo in tutto il mondo l'11 febbraio 2012.
Morris ha ripreso il ruolo di Siegfried al Met nell'aprile e nel maggio 2012 in due Cicli dell'Anello consecutivi, inclusa una trasmissione radiofonica in diretta del Metropolitan Opera di Sigfrido il 21 aprile. Il 7 maggio 2012 un film documentario, Wagner's Dream, che documenta la realizzazione del Ciclo dell'Anello del 2011-2012, incluso il precipitoso casting e l'ascesa alla ribalta di Morris: è stato proiettato in tutto il mondo in cinema selezionati. Repliche di Sigfrido e Il crepuscolo degli dei di Morris si sono verificati il 16 maggio e il 19 maggio 2012, nell'ambito del Ciclo del bis al Metropolitan Opera Live in HD; Sigfrido è stato proiettato di nuovo in sale cinematografiche selezionate il 22 novembre 2012. Sulla televisione statunitense, la PBS ha trasmesso Wagner's Dream e l'intero ciclo del Met del 2011-2012 per cinque notti consecutive a partire dal 10 settembre 2012 come parte delle loro serie Great Performances at the Met. Nel 2013 Morris ha condiviso il Grammy Award per la migliore registrazione d'opera per la registrazione del Met dell'Anello del Nibelungo.
Morris ha eseguito di nuovo due Cicli dell'Anello al Met nell'aprile-maggio 2013. Ha cantato di nuovo il ruolo di Sigfrido al Wagner Days Festival di Budapest nel giugno 2014 e ha ripetuto il ruolo alla Houston Grand Opera nel 2016.
Tra gli altri ruoli di tenore wagneriano di Morris figurano Tristano, che ha cantato in concerti con Zubin Mehta nel Tristano e Isotta a Valencia, Spagna nel giugno 2012 ed Erik in L'olandese volante, che ha cantato al Glimmerglass Festival nell'estate del 2013. Il repertorio wagneriano comprende anche Walther, Lohengrin, Parsifal e Siegmund.

## Vita privata
Jay Hunter Morris ha sposato la ballerina-cantante-attrice Meg Gillentine nel 2008. Hanno un figlio, Cooper Jack Morris, nato nel 2009. La casa della famiglia si trova a Roswell, in Georgia, un sobborgo di Atlanta.

## DVD e CD
Sono disponibili i seguenti DVD e CD, con Morris nei ruoli principali:
- Madama Butterfly (2008) (DVD) – Pinkerton
- Doctor Atomic (2008) (DVD e Blu-ray) – Captain James Nolan
- Der Ring des Nibelungen (2012) (DVD e Blu-ray) – Sigfrido
- Wagner's Dream (DVD e Blu-ray) – Sigfrido
- Twilight of the Gods: The Ultimate Wagner Ring Collection (CD e MP3) – Sigfrido
- Moby Dick: San Francisco Opera (2013) (DVD) – Capitano Ahab

## Autobiografia
Morris ha pubblicato una sua divertente autobiografia nel 2013, intitolata Diary of a Redneck Opera Zinger (Diario di un cantante lirico zoticone). Il libro è pubblicato in brossura da Opera Lively Press ed è disponibile in Amazon Kindle.